# Friedhof Steinkluppe

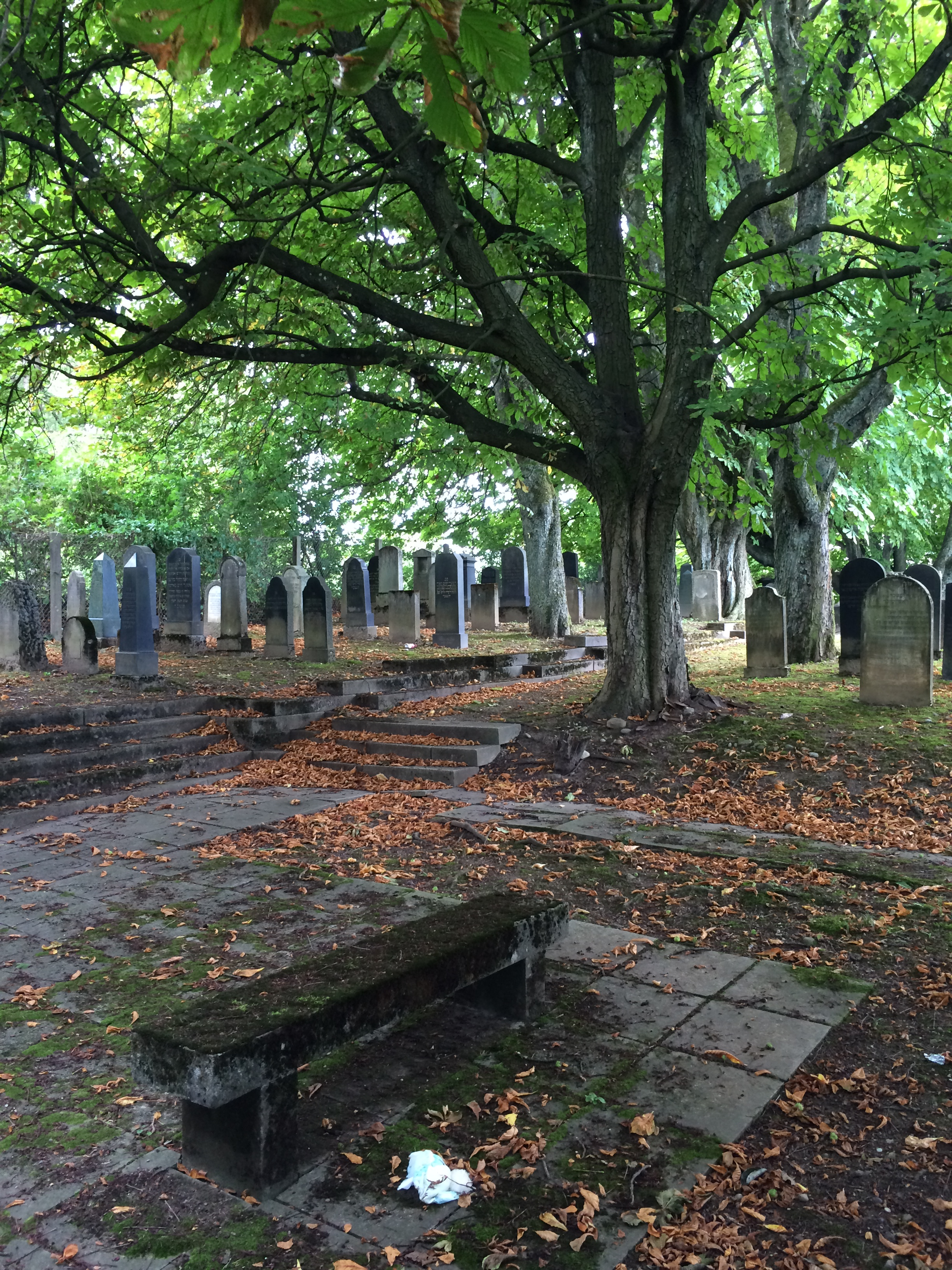
Forum am Eingangstor

Der Israelitische Friedhof Steinkluppe ist ein kleiner jüdischer Friedhof im Zürcher Quartier Unterstrass. 

## Geschichte
Nachdem sich die Israelitische Religionsgesellschaft im Jahr 1895 aus orthodoxen Motiven von der Israelitischen Cultusgemeinde abgespalten hatte, erwarb sie zur Bestattung ihrer Toten ein kleines Areal am heutigen Steinkluppenweg in Unterstrass. Es entstand der damals zweite jüdische Friedhof der Stadt. Hier fanden zwischen 1900 und 1936 die Begräbnisse der Gemeinschaft statt. Als der Friedhof Steinkluppe voll belegt war, errichtete die Israelitische Religionsgesellschaft als Nachfolger den Friedhof Binz im Quartier Witikon.

## Areal und Bauten

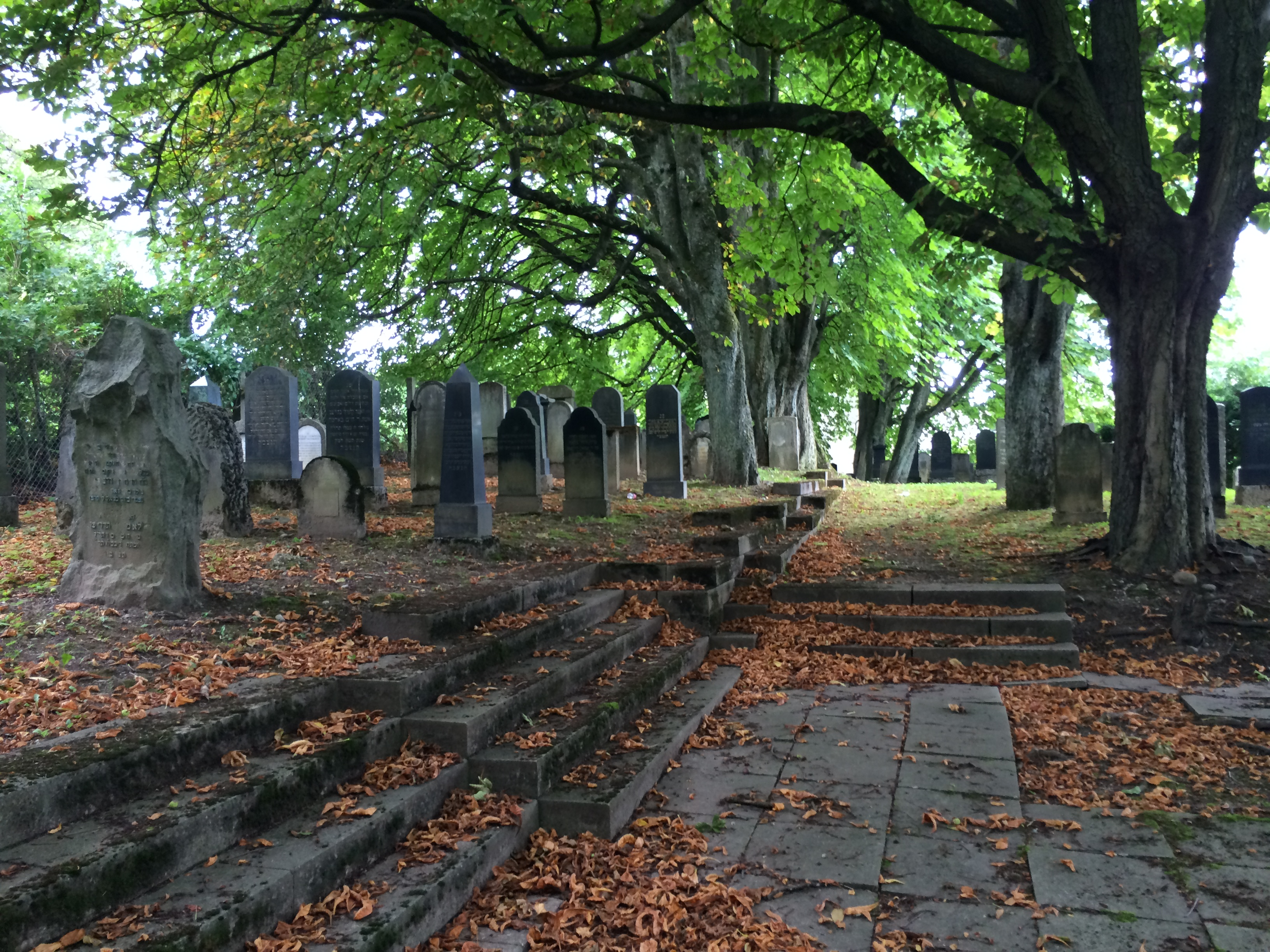
Der Friedhof in seiner ganzen Länge

Inmitten des städtischen Wohnquartiers mit seinen stark befahrenen Strassen, Überbauungen und sozialen Einrichtungen ist mit dem Friedhof Steinkluppe und den umgebenden Parkanlagen ein besinnlicher Raum ausgespart geblieben. Da auf jüdischen Friedhöfen die Gräber nie aufgehoben werden, ist seit 1936 ein Areal mit verwitternden Grabmälern entstanden, die von alten Kastanien überdacht werden. 
Hinter dem Tor am Steinkluppenweg liegt ein kleines Forum, von dem ein Längsweg durch den rund 875 Quadratmeter kleinen, rechteckigen Friedhof führt. Die Steine sind rituell nach Osten ausgerichtet, jedoch unterschiedlich gestaltet. Es finden sich schlichte Gedenksteine, aber auch elegante Obeliske und prächtige Ädikula-Monumente im klassizistischen Stil.